# Bleptina parallela
Bleptina parallela là một loài bướm đêm trong họ Noctuidae.